# Berberis mucuchiensis
Berberis mucuchiensis là một loài thực vật có hoa trong họ Hoàng mộc. Loài này được L.A. Camargo mô tả khoa học đầu tiên năm 1966.